# Cornelius van Wyk
Cornelius van Wyk (? - Rehoboth, 25 april 1924) was de tweede kaptyn van de Rehoboth Basters.

## Biografie
Na de dood van zijn vader Hermanus van Wyk in 1905 werd de positie van kaptyn door de Duitse kolonisten afgeschaft. Met het uitbreken van de Eerste Wereldoorlog in 1914 waren de Duitsgezinde Basters formeel in oorlog met de Britsgezinde Unie van Zuid-Afrika, maar bij een geheime ontmoeting op 1 april 1915 in Swakopmund beloofde de Zuid-Afrikaanse premier Louis Botha onafhankelijkheid voor de Basters als ze in opstand zouden komen tegen de Duitsers.
Van Wyk accepteerde Botha's aanzoek en verklaarde de oorlog aan Duitsland. Op 8 mei 1915 versloegen de Basters de Duitsers bij Sam Kubis. Duits-Zuidwest-Afrika werd door de Unie van Zuid-Afrika veroverd en op 9 juli 1915 werd Rehoboth als thuisland erkend. Van formele onafhankelijkheid was echter geen sprake, en meerdere verzoeken van de Basters om erkenning vonden geen gehoor.
Van Wyk overleed in 1924 en werd opgevolgd door Albert Mouton, die het jaar daarop tegen de Zuid-Afrikaanse regering in opstand kwam.